# Вильярреаль, Тереса
Тереса Вильярреал Гонсалес (исп. Teresa Villarreal González; род. 1883, Лампасос-де-Наранхо, Мексика — дата неизвестна, Сан-Антонио, США) — деятельница революционного рабочего движения и феминистка, поддерживавшая анархо-коммунистическую Мексиканскую либеральную партию (PLM) во время Мексиканской революции 1910—1917 годов. Она была сестрой других активистов и видных членов этой же партии — Андреа Вильярреаль и генерала Антонио Иринео Вильярреаля Гонсалеса.

## Биография
Отец Тересы, Просперо Вильярреаль Суасуа, основал в 1887 году Общество рабочих Лампасоса в мексиканском штате Нуэво-Леон, с раннего возраста приобщив членов свои семьи к политической деятельности.
Тереса поддерживала либерально-радикальную Мексиканскую либеральную партию (PLM), выступавшую против диктатуры президента Порфирио Диаса (1876—1911). В апреле 1901 года она была вынуждена бежать из Мексики вместе со своим отцом, сестрой и братьями в американский Техас из-за преследований со стороны режима Диаса. В феврале 1905 года они переехали в Сент-Луис) (штат Миссури), где тогда должна была пройти Всемирная выставка, которая по различным причинам привлекла к себе сообщество мексиканских радикалов. Там они установили дружеские отношения с американскими организациями, имевшими с ними общие интересы, такими как Социалистическая партия, Американская федерация труда (AFL) и Индустриальные рабочие мира (IWW).
К 1909 году сёстры Вильярреаль нашли в городе Сан-Антонио (штат Техас) благодатную почву для распространения своих идей, направленных против диктатуры Диаса, осуществляемую ими через мексиканскую прессу в изгнании, которая ориентировалась на мексиканскую общину юга США. Там Тереса участвовала в издании двух газет: феминистской La Mujer Moderna («Современная женщина», 1910) и революционной El Obrero («Работница»).
Поскольку мужчины из руководства партии постоянно находились под наблюдением, сёстры Вильярреаль и их единомышленницы стали играть важную роль в революционном деле. Они выполняли такие задачи, как доставка сообщений, припасов и разведывательных данных. По воспоминанию одного из очевидцев, такие женщины, как Андреа и Тереса Вильярреаль, брали на себя обязанности, которых мужчины опасались из-за возросшей угрозы начала революции:
Женщины в Техасе были особенно активны… им приходилось продолжать дело, которым мужчины тогда стали очень бояться заниматься
Сёстры также вместе с Матушкой Джонс выступили с публичными речами, требуя освобождения мексиканских революционеров, заключённых в тюрьму в Сан-Антонио.